# Jad Vasem
Az 1953-ban alapított Jad Vasem (יד ושם), angol írásmóddal Yad Vashem („emlékjel és hírnév”, héberül szó szerint „kéz és név”, ld. Izajás 56:5) intézménye a Holokauszt Áldozatainak és Hőseinek Izraeli Emlékhatósága; helye a jeruzsálemi „Har HaZikaron”-on (az Emlékezés hegyén) elterülő többhektáros komplexum, amelynek részei:
1. A Nevek csarnoka (a holokauszt áldozatainak nevei)
2. A Nemzetközi Holokauszttanulmányok Iskolája
3. A Világ Igazai fasor (nemzsidók, akik zsidókat mentettek a holokauszt alatt)
4. Az Emlékezés Csarnoka
5. A Gyermekemlékmű
6. A Könyvtár és Levéltár
7. A Történelmi Múzeum
8. A Művészeti Múzeum

Az emlékhatóság adományozza a Világ Igaza kitüntetést, azoknak a nem zsidó embereknek, (pl. magyaroknak id. Antall József, Bay Zoltán, Ferenczfalvi Kálmán, Karig Sára, Keken András, Király Béla, Koren Emil, Márton Áron, Nagy Vilmos, Raile Jakab, Reviczky Imre, Slachta Margit, Sztehlo Gábor, Michnay László) akik életük kockáztatásával mentettek zsidókat a holokauszt alatt. A kitüntetéssel tiszteletbeli izraeli állampolgárság is jár.
Minden Világ Igaza ültetett (vagy számára ültettek) egy örökzöld fát a Jad Vasem kertjében, ami a nevét viseli, ezzel jelképezve, hogy „aki egy embert ment meg, egy egész világot ment meg”. 1989-óta a nagyszámú kitüntetett miatt több fának már nincs hely, ezért nevüket kőbe vésve emléktáblákon örökítik meg.

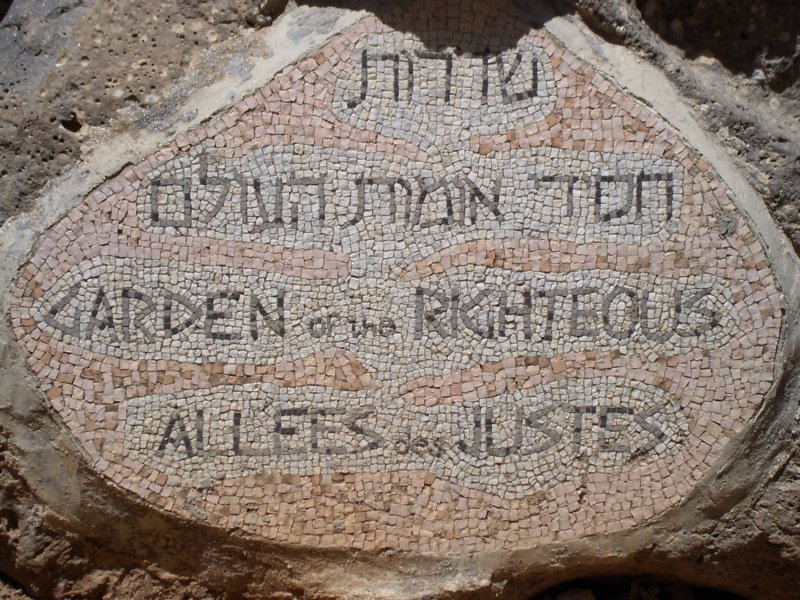
Az Igazak kertje

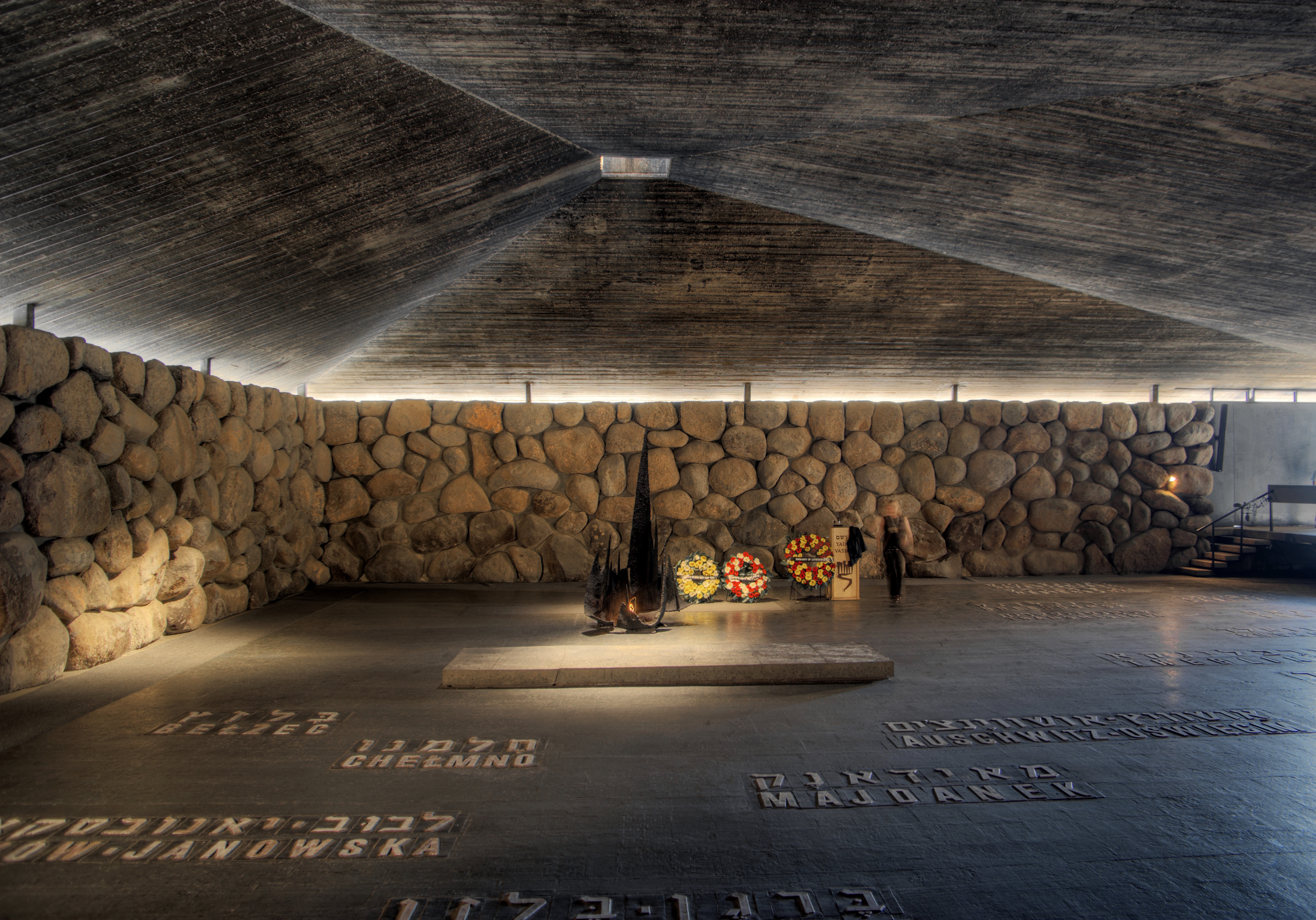
Áldozatok és Hősök: Az Emlékezés Csarnoka

## Külső hivatkozások
- Magyar kitüntetettek listája (pdf)
- Világ Igaza-kitüntést (sic!) kapott újabb tizenhárom magyar (HVG)